# Moto retrogrado apparente

Retrogradazione di un pianeta esterno, osservato dalla Terra

Il moto retrogrado apparente o retrogradazione è il movimento retrogrado che un corpo celeste sembra eseguire lungo la fascia zodiacale a causa dello spostamento del punto d'osservazione durante il moto di rivoluzione della Terra.
La causa del moto retrogrado apparente, quindi, è la stessa della parallasse stellare: lo spostamento, però, è molto più ampio a causa della vicinanza dei pianeti e il fenomeno è più vistoso sia perché facilmente rilevabile come spostamento relativo alle stelle sia perché contrasta con la direzione normale di percorrenza dell'eclittica seguita dai pianeti e apparentemente dal Sole.
Il fenomeno della retrogradazione si verifica per tutti i corpi del sistema solare che si muovono di moto diretto. Se il loro moto è già retrogrado, esso viene alterato ma senza inversione della direzione del moto.

## Il moto retrogrado dei pianeti nella storia dell'astronomia

Moto retrogrado apparente di Marte nella costellazione dell'Aquario, come poteva essere visto dalla Terra nell'estate del 2003. Il moto retrogrado, che si verifica circa ogni due anni, fu il principale dato astronomico che ispirò la teoria geocentrica degli epicicli

Il moto retrogrado apparente sconcertò gli astronomi greci e fu una delle ragioni per cui essi chiamarono questi oggetti pianeti, che in greco significa vagabondi.
Il moto retrogrado apparente dei pianeti è uno dei fenomeni che sono incompatibili con la fisica aristotelica, secondo la quale i pianeti dovrebbero muoversi di moto circolare uniforme attorno alla Terra. Il moto retrogrado di Marte era particolarmente incompatibile perché durante la retrogradazione il pianeta si avvicina alla Terra più del Sole, rendendo così inapplicabile lo stesso concetto di sfere omocentriche.
Per tener conto della retrogradazione gli astronomi greci Apollonio di Perga, Ipparco e Claudio Tolomeo modificarono il sistema geocentrico a sfere concentriche e descrissero efficacemente le orbite, anche retrograde, tramite la combinazione di due o più orbite circolari (epiciclo e deferente).
Con l'accettazione del modello eliocentrico di Copernico il fenomeno risultò esserne una conseguenza banale e cessò di sorprendere.

## La spiegazione nel modello eliocentrico
Nel modello eliocentrico il moto retrogrado apparente è causato dalla diversa velocità angolare dei pianeti, che diventa sempre più piccola mano a mano che si considerano pianeti più lontani dal Sole. La retrogradazione del pianeta si verifica quando il pianeta interno sorpassa la Terra durante una congiunzione inferiore o quando la Terra sorpassa il pianeta esterno durante una opposizione. Per questo motivo essa si verifica al completamento di ogni periodo sinodico.
Durante il sorpasso la retta che congiunge la Terra col pianeta modifica rapidamente la propria anomalia angolare determinando, appunto, uno spostamento dell'immagine del pianeta proiettata sulla fascia zodiacale, come si comprende dalle animazioni seguenti:
|  |  |

## Frequenza e durata dei moti di retrogradazione
Il tempo che passa tra due retrogradazioni successive coincide con il periodo sinodico del pianeta. Perciò Mercurio retrograda tre volte all'anno, mentre Venere e Marte circa ogni due anni. Tutti gli altri pianeti retrogradano circa una volta all'anno.
| Pianeta                        | Periodo sinodico (giorni) | Periodo sinodico (mesi) | Durata della retrogradazione (giorni) |
| ------------------------------ | ------------------------- | ----------------------- | ------------------------------------- |
| Mercurio                       | 116                       | 3,8                     | ~21                                   |
| Venere                         | 584                       | 19,2                    | 41                                    |
| Marte                          | 780                       | 25,6                    | 72                                    |
| Giove                          | 399                       | 13,1                    | 121                                   |
| Saturno                        | 378                       | 12,4                    | 138                                   |
| Urano                          | 370                       | 12,15                   | 151                                   |
| Nettuno                        | 367                       | 12,07                   | 158                                   |
| Ipotetico pianeta lontanissimo | 365,25                    | 12                      | 182,125                               |

## La retrogradazione di Marte

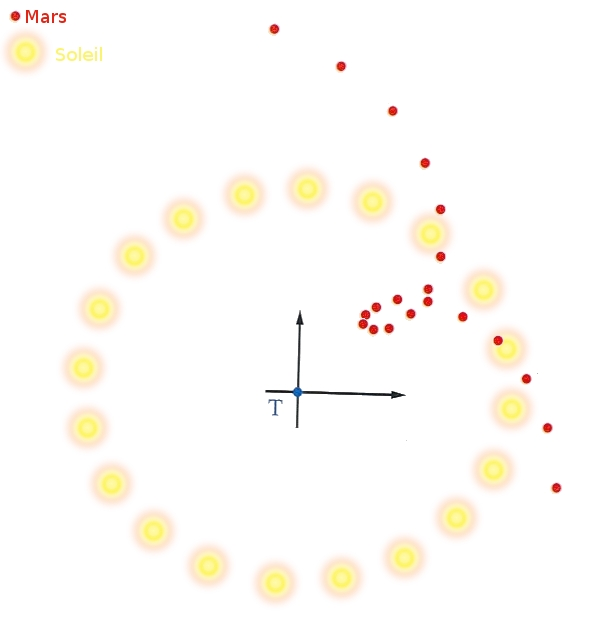
Durante la retrogradazione la traiettoria di Marte relativamente alla Terra forma effettivamente un cappio (traiettoria rossa), che si avvicina alla Terra a distanza inferiore a quella del Sole (dischi gialli).

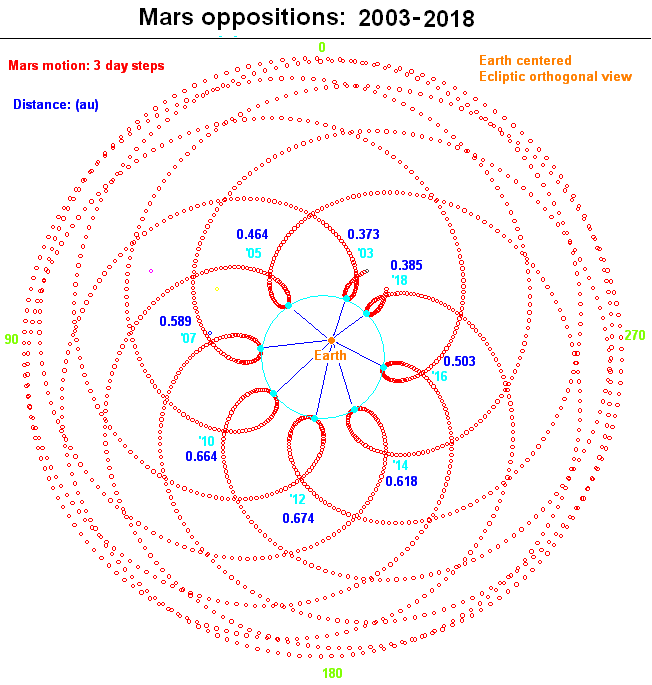
La traiettoria del moto di Marte relativamente alla Terra considerata immobile (sistema geocentrico) nel periodo 2003-2018 evidenzia le otto opposizioni del periodo come cappi. La vista è "dall'alto", cioè perpendicolare al piano dell'eclittica. I cerchietti rossi sono le posizioni di Marte disegnate ogni tre giorni. Le distanze minime dalla Terra (blu) sono in unità astronomiche, pari a circa 150 milioni di chilometri.

Il moto retrogrado di Marte sconcertò particolarmente gli astronomi antichi anche perché in un sistema geocentrico l'orbita di Marte durante la retrogradazione sembra perforare quella del Sole. Quando, infatti, il pianeta rosso è all'opposizione, la sua distanza dalla Terra risulta sempre inferiore a quella del nostro pianeta dal Sole. Anche nei casi in cui Marte raggiunge l'opposizione quando è all'afelio, la distanza dalla Terra è circa due terzi dell'unità astronomica. Quando, poi, Marte raggiunge l'opposizione in corrispondenza del perielio, tale distanza può ridursi addirittura a 55 milioni di chilometri (pari a circa un terzo dell'unità astronomica).
Dato che il periodo sinodico di Marte è leggermente superiore ai due anni, la successiva opposizione (e retrogradazione) viene raggiunta dopo che i due pianeti hanno percorso una quarantina di gradi in avanti rispetto alla longitudine della prima opposizione. Occorrono circa otto opposizioni (e una quindicina d'anni) per completare il giro e solo la nona è la prima opposizione di un nuovo ciclo. Gli otto cappi non sono né uguali fra loro né equidistanti dalla Terra a causa della ellitticità dell'orbita marziana.